# The Mate of the Sally Ann
The Mate of the Sally Ann is een Amerikaanse dramafilm uit 1917 onder regie van Henry King. De film werd destijds in Nederland uitgebracht onder de titel De kapitein van den Stormvogel.

## Verhaal
De oude kapitein Ward woont samen met zijn kleindochter Sally op een schip. Hij is overbezorgd en verhindert dat Sally andere mensen ziet. Op een dag vindt Sally een mank hondje, dat ze aan boord smokkelt. Wanneer de hond ontsnapt, achtervolgt Sally hem naar het mooie huis van rechter Gordon. Ze maakt er kennis met diens vriend Hugh Schuyler.

## Rolverdeling
| Acteur            | Personage        |
| ----------------- | ---------------- |
| Mary Miles Minter | Sally            |
| Allan Forrest     | Hugh Schuyler    |
| George Periolat   | Kapitein Ward    |
| Jack Connolly     | Rechter Gordon   |
| Adele Farrington  | Mevrouw Schuyler |